# Slumber Tsogwane
Slumber Tsogwane (21 de septiembre de 1960) es un político botsuano perteneciente al Partido Democrático que se desempeñó como Vicepresidente de Botsuana desde 2018 hasta 2024. Tomó posesión el 4 de abril de 2018, sucediendo a Mokgweetsi Masisi. Desde noviembre de 2014 hasta marzo de 2018 se desempeñó como Ministro de Desarrollo Local y Desarrollo Rural.